# IV. nogometna zona Karlovac – Sisak – Gospić 1979./80.
IV. nogometna zona Karlovac – Sisak – Gospić (IV. zona Karlovac – Sisak – Gospić; Zonska liga Karlovac – Sisak – Gospić) je bila liga petog stupnja nogometnog prvenstva Jugoslavije u sezoni 1979./80. 
  
Sudjelovalo je 14 klubova, a prvak je bio klub "Gospić". 

## Sustav natjecanja
14 klubova je igralo dvokružnu ligu (26 kola). 

## Ljestvica
| mj. | klub                                 | ut. | pob. | ner. | por. | gol+ | gol- | bod |
| --- | ------------------------------------ | --- | ---- | ---- | ---- | ---- | ---- | --- |
| 1.  | Gospić                               | 26  | 13   | 8    | 5    | 54   | 33   | 34  |
| 2.  | Gavrilović Petrinja                  | 26  | 15   | 2    | 9    | 49   | 32   | 32  |
| 3.  | BSK Budaševo                         | 26  | 13   | 5    | 8    | 47   | 37   | 31  |
| 4.  | Jedinstvo Dvor                       | 26  | 13   | 5    | 8    | 37   | 31   | 31  |
| 5.  | Lika Lički Osik                      | 26  | 13   | 5    | 8    | 42   | 38   | 31  |
| 6.  | Duga Resa                            | 26  | 12   | 6    | 8    | 38   | 27   | 30  |
| 7.  | Ilovac Karlovac                      | 26  | 12   | 5    | 9    | 57   | 33   | 29  |
| 8.  | Partizan Bosanska Kostajnica         | 26  | 13   | 2    | 11   | 33   | 33   | 28  |
| 9.  | Ivo Lola Ribar (Karlovac – Mostanje) | 26  | 11   | 6    | 9    | 29   | 29   | 28  |
| 10. | Banija Glina                         | 26  | 10   | 7    | 9    | 45   | 31   | 27  |
| 11. | Borac (Sisak – Novo Selo)            | 26  | 8    | 7    | 11   | 36   | 45   | 23  |
| 12. | Mladost Topusko                      | 26  | 9    | 4    | 13   | 34   | 36   | 22  |
| 13. | Partizan Hrastelnica                 | 26  | 4    | 2    | 20   | 27   | 80   | 10  |
| 14. | Mladost Topolovac                    | 26  | 3    | 2    | 21   | 29   | 73   | 8   |
|     | UKUPNO                               | 364 | 149  | 66   | 149  | 557  | 558  |     |

- ljestvica sadrži ukupno netočan zbroj postihnutih i primljenih golova
- "Partizan" iz Bosanske Kostajnice – klub iz Bosne i Hercegovine

## Rezultatska križaljka
| kratica | klub                                 | BAN | BOR | BSK | DUR | GAV | GOS | ILO | IVLR | JED | LIKA | MLATO | MLATU | PARBK | PARH |
| --- | ------------------------------------ | --- | --- | --- | --- | --- | --- | --- | ---- | --- | ---- | ----- | ----- | ----- | ---- |
| BAN | Banija Glina                         |     |     |     |     |     |     |     |      |     |      |       |       |       |      |
| BOR | Borac (Sisak – Novo Selo)            |     |     |     |     |     |     |     |      |     |      |       |       |       |      |
| BSK | BSK Budaševo                         |     |     |     |     |     |     |     |      |     |      |       |       |       |      |
| DUR | Duga Resa                            |     |     |     |     |     |     |     |      |     |      |       |       |       |      |
| GAV | Gavrilović Petrinja                  |     |     |     |     |     |     |     |      |     |      |       |       |       |      |
| GOS | Gospić                               |     |     |     |     |     |     |     |      |     |      |       |       |       |      |
| ILO | Ilovac Karlovac                      |     |     |     |     |     |     |     |      |     |      |       |       |       |      |
| IVLR | Ivo Lola Ribar (Karlovac – Mostanje) |     |     |     |     |     |     |     |      |     |      |       |       |       |      |
| JED | Jedinstvo Dvor                       |     |     |     |     |     |     |     |      |     |      |       |       |       |      |
| LIKA | Lika Lički Osik                      |     |     |     |     |     |     |     |      |     |      |       |       |       |      |
| MLATO | Mladost Topolovac                    |     |     |     |     |     |     |     |      |     |      |       |       |       |      |
| MLATU | Mladost Topusko                      |     |     |     |     |     |     |     |      |     |      |       |       |       |      |
| PARBK | Partizan Bosanska Kostajnica         |     |     |     |     |     |     |     |      |     |      |       |       |       |      |
| PARH | Partizan Hrastelnica                 |     |     |     |     |     |     |     |      |     |      |       |       |       |      |
| |                                      |     |     |     |     |     |     |     |      |     |      |       |       |       |      |
| podebljan rezultat - utakmice od 1. do 13. kola (1. utakmica između klubova) rezultat normalne debljine - utakmice od 14. do 26. kola (2. utakmica između klubova) rezultat nakošen - nije vidljiv redoslijed odigravanja međusobnih utakmica iz dostupnih izvora rezultat smanjen * - iz dostupnih izvora nije uočljiv domaćin susreta prekrižen rezultat - poništena ili brisana utakmica p - utakmica prekinuta 3:0 p.f. / 0:3 p.f. - rezultat 3:0 bez borbe n.i. - nije igrano |                                      |     |     |     |     |     |     |     |      |     |      |       |       |       |      |

 Izvori: